# ろ座矮小銀河
ろ座矮小銀河(Fornax Dwarf Spheroidal)は、ろ座の方角にある楕円銀河であり、矮小銀河である。ハーロー・シャプレーがちょうこくしつ座矮小銀河を発見した直後の1938年に南アフリカ共和国のボイデン天文台で24インチ反射望遠鏡で撮影したプレートの中から発見した。
銀河系の伴銀河であり、6つの球状星団を含んでいる。そのうち最大のNGC 1049は、銀河そのものが発見されるより以前に発見された。銀河系からは毎秒53kmの速さで遠ざかっている。含まれる恒星のほとんどは種族IIである。

## 球状星団
Buonannoらは1999年にハッブル宇宙望遠鏡を用いて、この銀河の中の球状星団であるろ座4のヘルツシュプルング・ラッセル図を導出した。他の球状星団であるろ座1、ろ座2、ろ座3、ろ座5がこと座RR型変光星を含む水平分枝であるのとは異なり、ろ座4は水平分岐に赤色星しか含まないことが発見された。また、ろ座4は他の球状星団よりも30億歳程若かった。Buonannoらは、ろ座4のヘルツシュプルング・ラッセル図は若い球状星団であるRuprecht 106と強く類似していることを指摘している。この事実は、2つの疑問を呼び起こす。なぜ楕円矮小銀河は、銀河系の銀河ハローでの球状星団の形成が終わったずっと後になって、ろ座矮小銀河のろ座4やいて座矮小銀河のTerzan 7のような球状星団の形成を許容するのか。また、Ruprecht 106のような銀河ハローの外層の「若い」球状星団が、もともとは現在は既に無くなっている楕円矮小銀河から形成されたということはあり得るのか、という疑問である。

## 画像

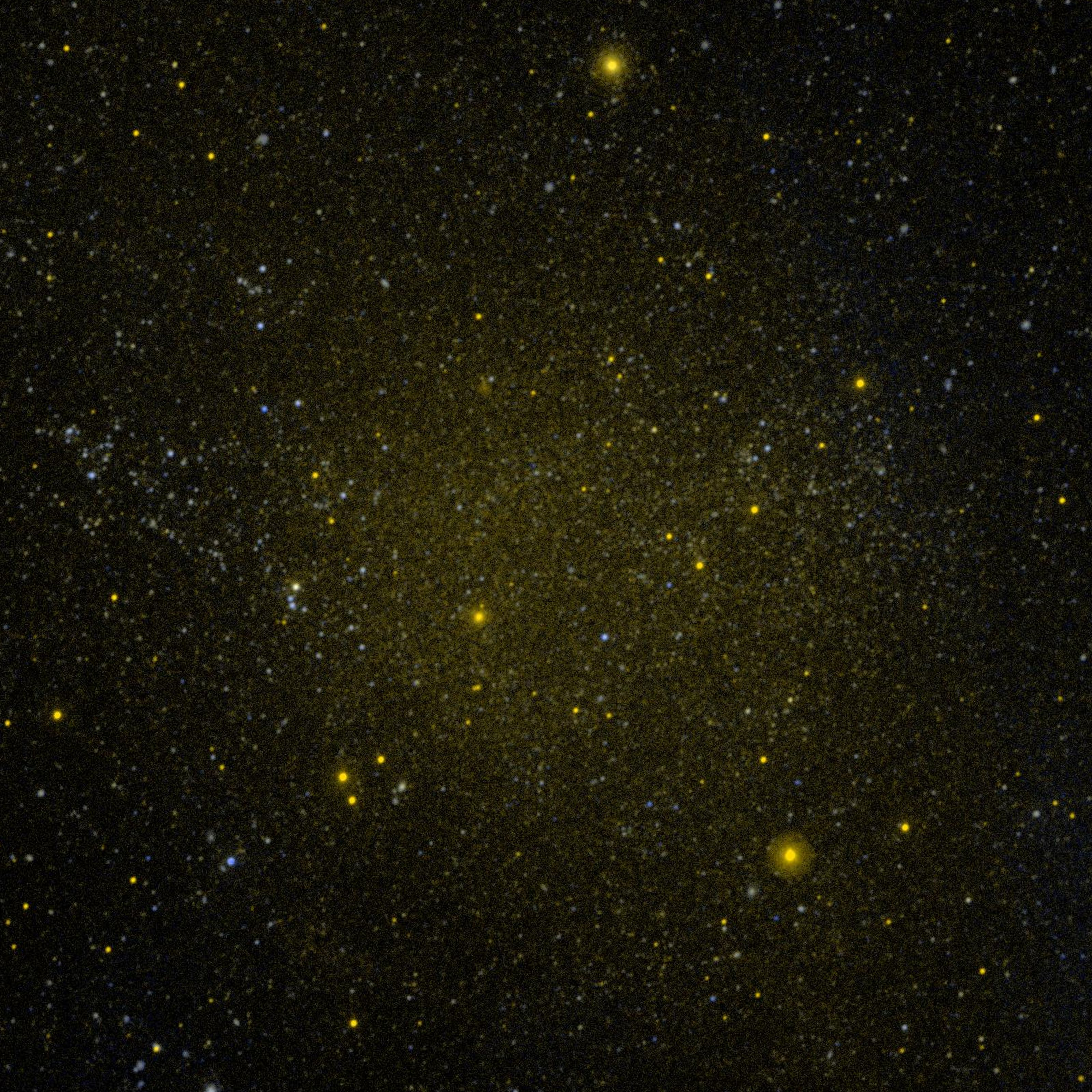
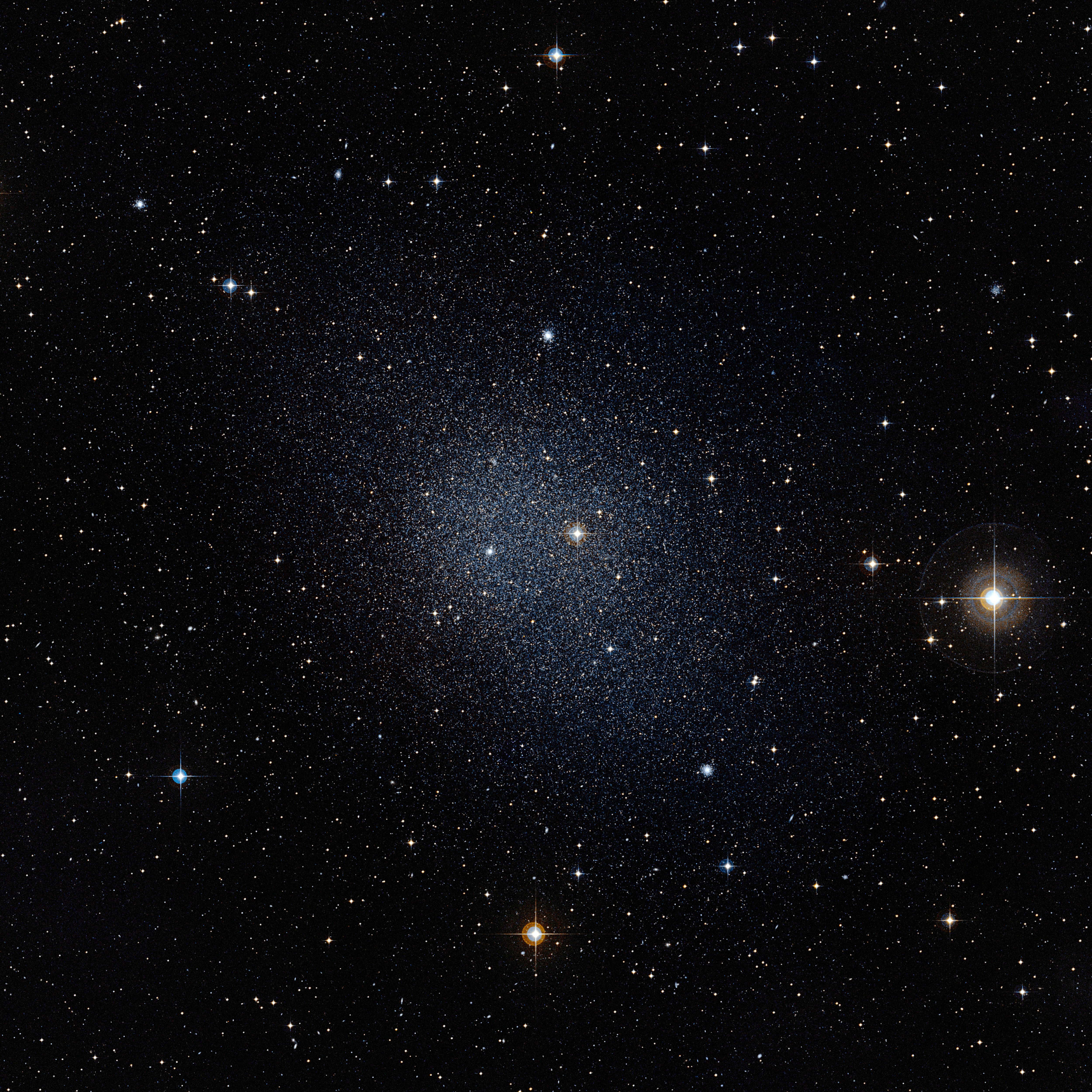